# کاترین هارشم
کاترین هارشم (انگلیسی: Kathrine Harsem؛ زادهٔ ۷ فوریهٔ ۱۹۸۹) اسکی‌باز صحرانوردی اهل نروژ است.

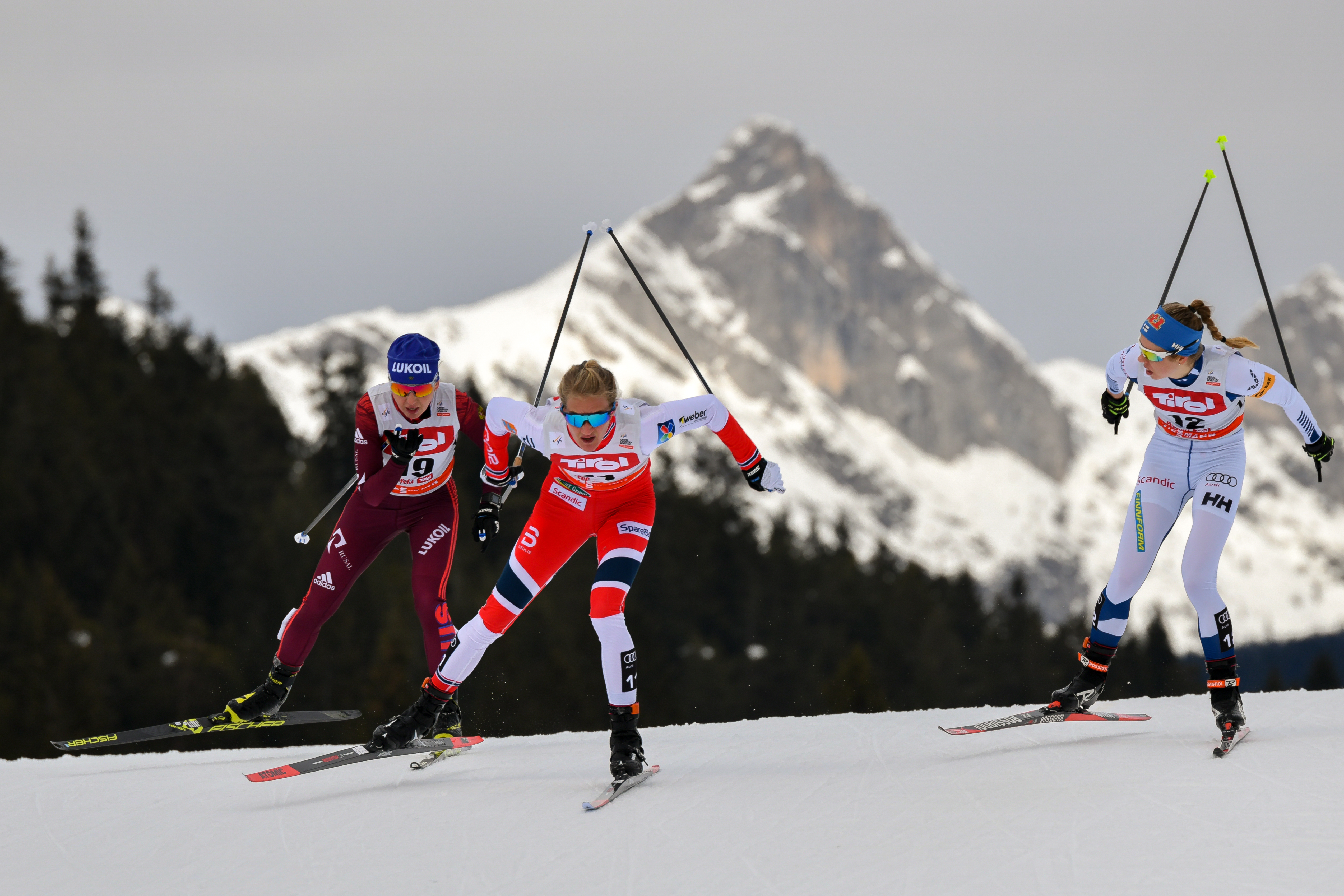
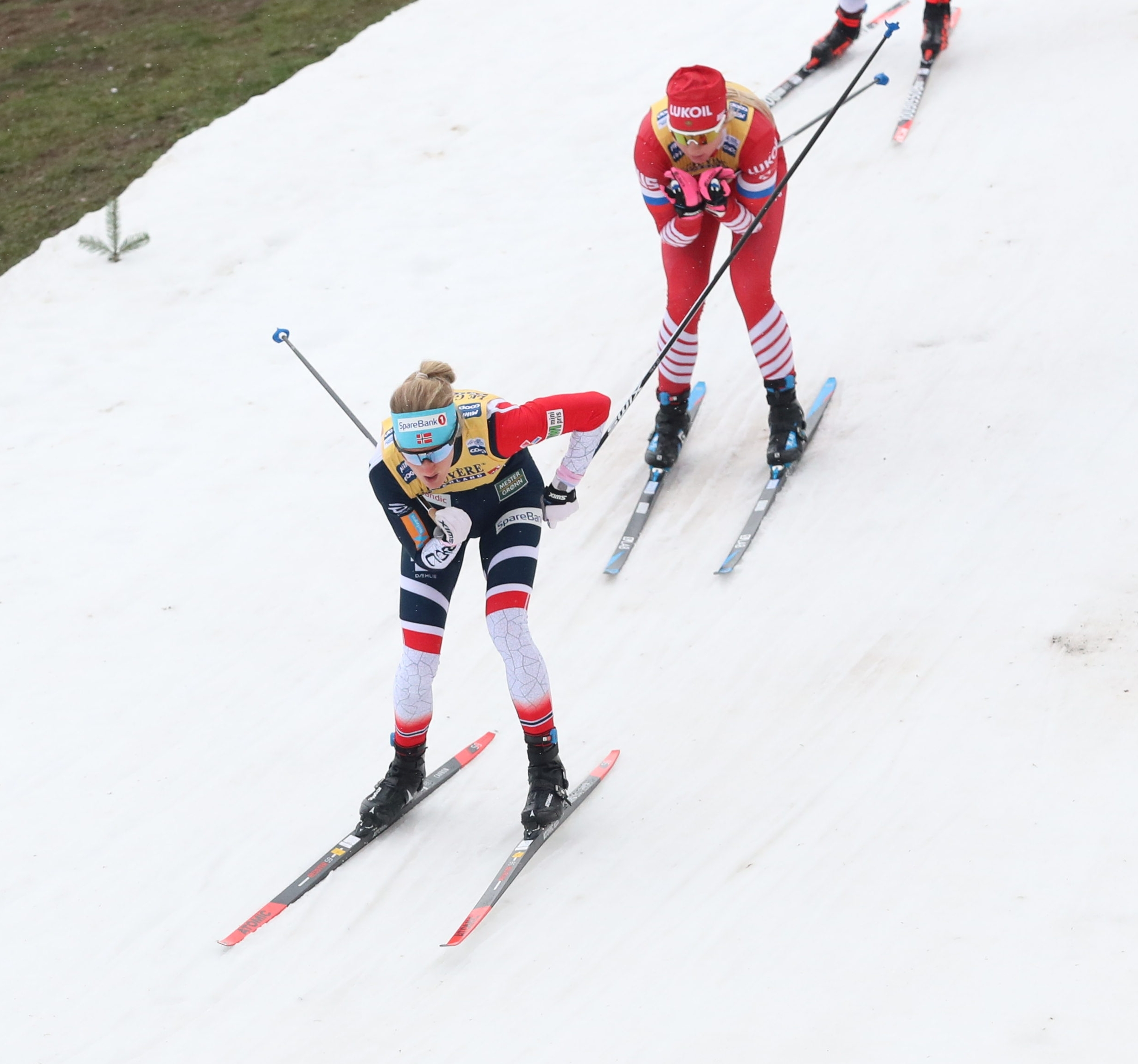